# Outsiders (serie televisiva)
Outsiders è una serie televisiva statunitense creata da Peter Mattei per il network WGN America.
La serie viene trasmessa negli Stati Uniti dal 26 gennaio 2016. La serie viene cancellata al termine della seconda stagione.

## Trama
La famiglia Farrell vive al di fuori delle convenzioni sociali tra le montagne degli Appalachi, difendendo con ogni mezzo necessario il loro territorio e il proprio stile di vita.

## Personaggi e interpreti

### Principali
- Asa, interpretato da Joe Anderson
- Big Foster, interpretato da David Morse
- Lil' Foster, interpretato da Ryan Hurst
- G'Winveer, interpretata da Gillian Alexy
- Hasil, interpretato da Kyle Gallner
- Sally-Ann, interpretata da Christina Jackson
- Sceriffo Wade Houghton, interpretato da Thomas M. Wright

### Secondari
- Lady Ray Farrell, interpretata da Phyllis Somerville
- Haylie, interpretata da Francie Swift
- Annalivia Farrell, interpretata da Johanna McGinley
- Craigan O'Farrell (Krake), interpretato da Mark Jeffrey Miller

## Episodi
| Stagione         | Episodi | Prima TV USA | Prima TV Italia |
| ---------------- | ------- | ------------ | --------------- |
| Prima stagione   | 13      | 2016         | inedita         |
| Seconda stagione | 13      | 2017         | inedita         |